# Sichelschwänze
Die Sichelschwänze (Cicinnurus) sind eine Gattung aus der Familie der Paradiesvögel (Paradisaeidae). Zu ihr gehören drei Arten, die auf Neuguinea und an Neuguinea angrenzenden Inseln vorkommen. Zeitweilig wurden zwei Arten, nämlich der Nacktkopf-Paradiesvogel und der Sichelschwanz-Paradiesvogel in die Gattung Diphyllodes gestellt, wodurch der Königs-Paradiesvogel der einzige Vertreter der Gattung war. Diese taxonomische Zuordnung hat sich jedoch nicht durchgesetzt.
Sichelschwänze sind kleine, kompakt gebaute Vögel, bei denen die Männchen ein verlängertes mittleres Steuerfederpaar haben, das nur sehr schmale Federfahnen hat und dadurch wie Drähte wirkt. Der Nacktkopf-Paradiesvogel mit einer Körperlänge von 16 Zentimetern gilt als der kleinste Vertreter der Familie. Sie ernähren sich von Früchten und Gliederfüßern.
Die IUCN stuft mit dem Nacktkopf-Paradiesvogel nur eine Art als potentiell gefährdet (near threatened) ein. Die anderen zwei Arten gelten als ungefährdet (least concern).

## Merkmale
Eichelschwänze zählen zu den kleinen Arten unter den Paradiesvögeln. Der Nacktkopf-Paradiesvogel als die größte Art in dieser Gattung erreicht ohne das verlängerte Schwanzgefieder lediglich eine Körperlänge von 19 Zentimeter. Er ist auch die schwerste Art und erreicht maximal ein Gewicht von 94 Gramm, während die beiden anderen Arten zwischen 40 und 60 Gramm wiegen.
Allen Arten ist gemeinsam, dass die adulten Männchen ein drahtartig verjüngtes mittleres Steuerfederpaar haben, das über das übrige Schwanzgefieder hinausragt. Der Schädelstruktur weist einige Ähnlichkeiten mit dem für die Arten der Gattung Eigentliche Paradiesvögel charakteristischen auf. Andere Merkmale weisen auf die Verwandtschaft mit den Strahlenparadiesvögeln, dem Wimpelträger und dem Pracht-Kragenparadiesvogel hin.

Darstellung des Balgs eines Königs-Paradiesvogels. Gut erkennbar die aufgerollten Enden des mittleren Steuerfederpaars

Der Schnabel ist bei den Sichelschwänzen gerade und geringfügig länger als der Kopf. Der Schnabelfirst ist bei dem Königs-Paradiesvogel und dem Nacktkopf-Paradiesvogel sehr schmal. Das Schwanzgefieder ist nicht gestuft, lediglich das mittlere Steuerfederpaar ist verlängert. Diese auf eine sehr schmale Außenfahne begrenzten Steuerfedern glänzen stark irisierend. Sie sind in unterschiedlich starkem Maße an ihrem Ende aufgerollt: Beim Sichelschwanz-Paradiesvogel ist dies am wenigsten ausgeprägt, die Schwanzfeder weisen lediglich eine sichelähnlichen, weiten Bogen auf. Sehr dicht und eng aufgerollte Steuerfedern hat dagegen der Königs-Paradiesvogel. Allen drei Arten sind leuchtend blaue Beine und Füße zu eigen.
Der Geschlechtsdimorphismus ist stark ausgeprägt. Die Männchen haben ein teils stark irisierend glänzendes Gefieder – auch die drahtartigen Steuerfedern glänzen stark. Im Nacken sind Federn verlängert und bilden einen aufstellbaren Kragen, der unter anderem bei der Balz eine Rolle spielt. Alle haben ein auffälliges, zum Teil stark irisierendes Brustgefieder, das an den Seiten verlängerte Federn aufweist. Auch dieses Brustgefieder spielt in der Balz eine Rolle. Die Männchen können dieses weit nach oben spreizen.

## Verbreitung und Lebensraum
Lediglich der Nacktkopf-Paradiesvogel kommt nicht auf Neuguinea vor und wurde bislang nur auf den Inseln Waigeo und Batanta beobachtet. Die beiden Inseln gehören zu Raja Ampat, einem Archipel im Indopazifik westlich von Neuguinea. Der Königs-Paradiesvogel ist auf Neuguinea weit verbreitet und kommt von der westlichsten Spitze des Vogelkop bis zur Ostspitze dieser Insel vor. Er kommt außerdem auf Inseln vor, die direkt an die Küste Neuguineas angrenzen. Zu diesen zählt die Inselgruppe der Arus sowie Misool und Salawati und Yapen, eine Insel in der Cenderawasih-Bucht. Auch der Sichelschwanz-Paradiesvogel kommt auf Yapen und Salawati vor. Auf Neuguinea fehlt er lediglich in der Südhälfte der nach Grönland größten Insel der Welt. Die Lebensräume aller drei Arten sind Wälder.

## Fortpflanzung
Sichelschwänze sind polygyn, das heißt, dass ein Männchen paart sich nach Möglichkeit mit mehreren Weibchen. Die Weibchen ziehen jeweils den Nachwuchs alleine groß. Männchen zeigen nur am Balzplatz ein Territorialverhalten. Beim Balzverhalten und bei der Auswahl der Balzplätze gibt es Unterschiede: Untersuchungen beim Königs-Paradiesvogel haben gezeigt, dass es auffallend häufig vorkommt, dass die Balzplätze jeweils zweier Männchen einen Abstand von jeweils 45 bis 90 Meter voneinander haben. Diese Balzplätze liegen wiederum zwischen 150 und 530 Meter von denen der nächsten zwei Männchen entfernt. Frith und Beehler bezeichnen dieses System von zwei nah gelegenen Balzplätze mit jeweils einem größeren Abstand zu den Balzplätzen der nächsten zwei Männchen als eine Mischung zwischen einem Einzelbalzplatz und der Versammlung von Männchen an einem Lek, wie es beispielsweise für die Stephanie-Paradieselster charakteristisch ist. Bei Nacktkopf-Paradiesvogel und Sichelschwanz-Paradiesvogel fehlt dieses Verhalten. Sie haben jeweils einzelne Balzplätze. Diesen beiden Arten ist jedoch gemein, dass ähnlich wie bei vielen der Laubenvögel der Balzplatz von störenden Pflanzen und herabgefallenen Blättern gereinigt wird, so dass der Boden unbedeckt ist. Zentral für den Balzplatz sind astlose Baumschösslinge oder fast senkrecht ansteigende Äste. Typisch für die Balz bei allen Arten ist ein Sträuben von Brustgefieder, Federkragen oder ein Hochstellen des verlängerten Steuerfederpaars. Die Balz kann reich an einzelnen Elementen sein, die Abfolge der einzelnen Elemente ist noch nicht bei allen Arten abschließend untersucht. Für den Königs-Paradiesvogel wurde folgende Reihenfolge beobachtet:
- Bogenförmiges Spreizen der Flügel (sogenanntes „Wing-cupping“). Der Kopf ist dabei zu einem der Flügel geneigt. Von vorne betrachtet beschreiben die dem Betrachter zugewandten Bogenkanten mit dem nach seitlich unten geneigten Kopf des auf einem Ast sitzenden Vogels fast einen Halbkreis.
- Die Flügel werden waagerecht zur Seite gespreizt, die Flügelunterseite weist zum Erdboden.
- Das Männchen hängt mit seinen Füßen an einem Ast, der Körper wird aber fast waagerecht nach oben gehalten, die Flügel sind gespreizt und weisen mit der Flügelunterseite nach oben. Das verlängerte Schwanzfederpaar weist nach oben, so dass die aufgerollten Enden als einziges oberhalb des Astes zu sehen sind.
- Das Männchen hängt in einer an Fledermäuse erinnernden Haltung kopfüber am Ast, die Flügel sind angelehnt. Die aufgerollten Enden des verlängerten Steuerfederpaars sind als einziges oberhalb des Astes zu sehen.

## Arten und Unterarten
Die Gattung umfasst drei Arten:

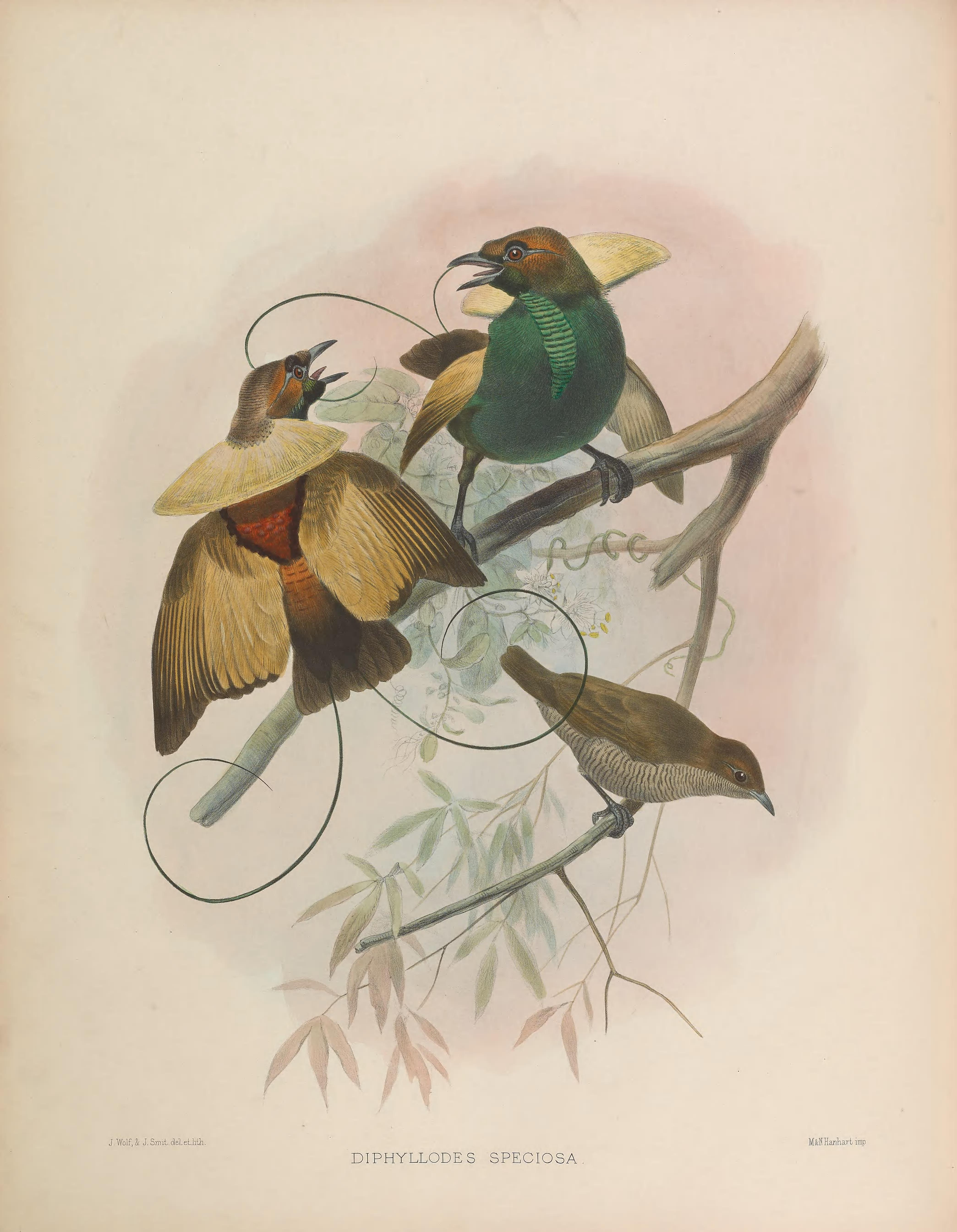
Sichelschwanz-Paradiesvogel

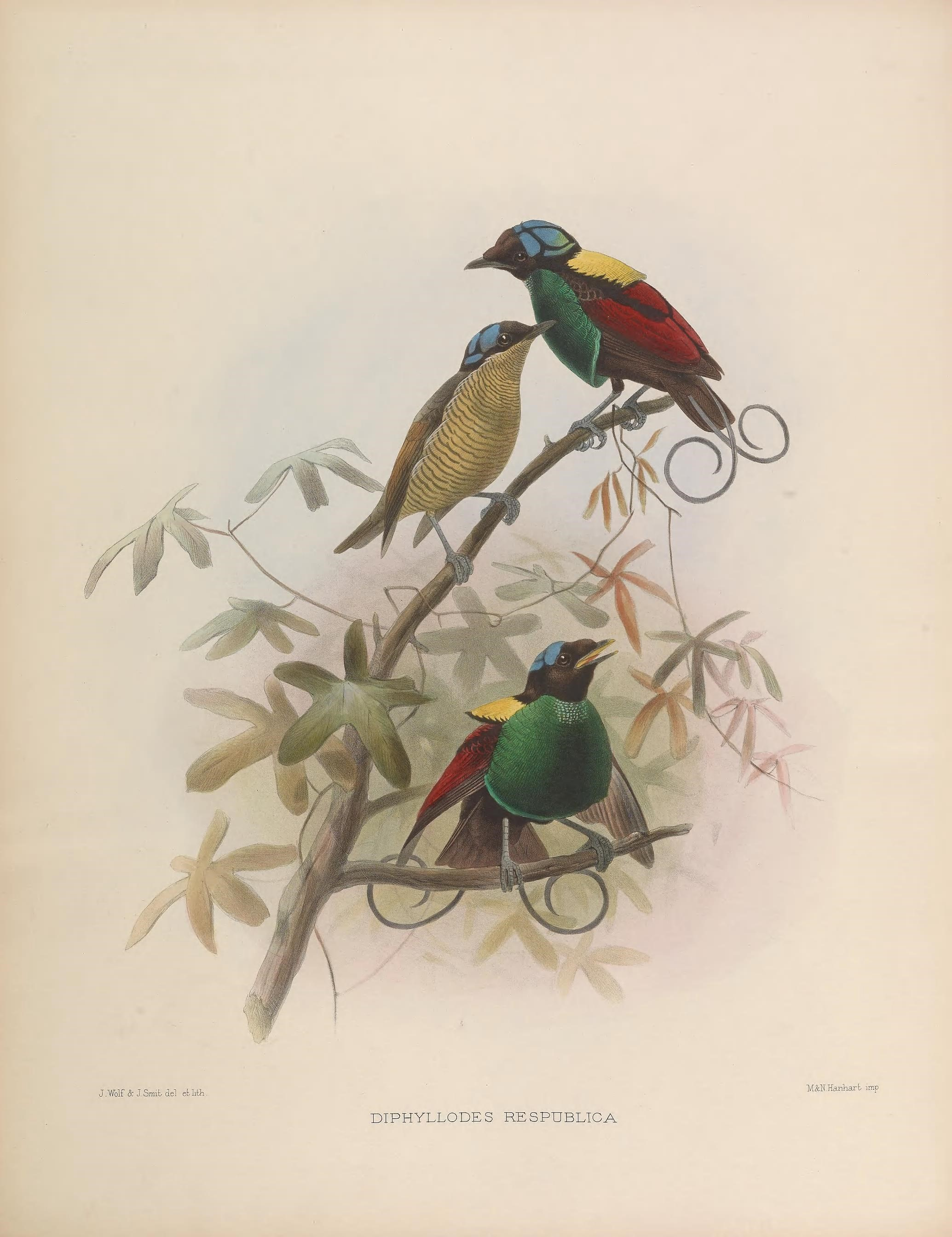
Nacktkopf-Paradiesvögel

- Königs-Paradiesvogel (Cicinnurus regius)
  - Cicinnurus regius coccineifrons Rothschild, 1896
  - Cicinnurus regius regius (Linnaeus, 1758)
- Sichelschwanz-Paradiesvogel (Cicinnurus magnificus)
  - Cicinnurus magnificus magnificus (J. R. Forster, 1781)
  - Cicinnurus magnificus chrysopterus Elliot, 1873
  - Cicinnurus magnificus hunsteini A. B. Meyer, 1885
- Nacktkopf-Paradiesvogel (Cicinnurus respublica)

## Hybride mit anderen Paradiesvögeln
Die Neigung von Paradiesvögeln, sich mit anderen Arten ihrer Familie zu kreuzen, ist bereits zu Beginn des 20. Jahrhunderts von Anton Reichenow und damit fast früher als für jede andere Vogelfamilie beschrieben worden.
Zwischen Sichelschwanz-Paradiesvogel und Königs-Paradiesvögel kommt es vergleichsweise häufig zu natürlichen Hybriden. Der französische Zoologe Jacques Berlioz beschrieb bereits 1927 einen Hybrid zwischen diesen beiden Arten der Sichelschwänze. Bis zum Jahre 2006 waren insgesamt 26 Männchen bekannt, die aus solchen Kreuzungen hervorgegangen waren. Weibchen aus solchen Kreuzungen sehen dem weiblichen Elternvogel so ähnlich, dass es am äußeren Erscheinungsbild nicht auszumachen ist, dass sie aus Elternvögel zweier verschiedener Arten haben. Daneben wurden Kreuzungen des Sichelschwanz-Paradiesvogels mit dem Pracht-Kragenparadiesvogel festgestellt. Die drei Männchen, die aus einer Kreuzung dieser zwei zu unterschiedlichen Gattungen gehörenden Arten hervorgingen, wurden wissenschaftlich zunächst als Lamprothorax Wilhelmine beschrieben. Dagegen gibt es nur einen Vogelbalg in den wissenschaftlichen Sammlungen, der eine Kreuzung des Sichelschwanz-Paradiesvogels mit dem Kleinen Paradiesvogel nahelegen.

## Gefangenschaftshaltung
- Der Nacktkopf-Paradiesvogel ist bereits verschiedentlich in Zoologischen Gärten gehalten worden. Sowohl im London Zoo als auch im Chester Zoo sind Teile der Balz beobachtet worden. Nachzuchten sind bislang nicht gelungen.[10]
- Sichelschwanz-Paradiesvögel werden gelegentlich in Zoologischen Gärten gezeigt. Die erfolgreiche Nachzucht gelang 1984 dem Baiyer River Sanctuary, Papua-Neuguinea. Eine Nachzucht gab es auch 1994 im Zoo von Honolulu, wo die Nestlinge allerdings mit der Hand aufgezogen werden muss.
- Königs-Paradiesvögel werden vergleichsweise häufig in Europa, Asien und den Vereinigten Staaten in Zoologischen Gärten gezeigt. Sie werden allerdings vergleichsweise selten nachgezüchtet, obwohl ihre Zucht als nicht schwierig gilt.[11]